# Pratapa stella
Pratapa stella är en fjärilsart som beskrevs av Corbet 1938. Pratapa stella ingår i släktet Pratapa och familjen juvelvingar. Inga underarter finns listade i Catalogue of Life.